# Paradiskullen
Il Paradiskullen è un trampolino situato a Örnsköldsvik, in Svezia.

## Storia
Aperto nel 1961 e più volte ristrutturato, l'impianto ha ospitato i Campionati mondiali juniores di sci nordico 1980 e numerose tappe della Coppa del Mondo di salto con gli sci.

## Caratteristiche
Il trampolino lungo, dopo l'ultimo ampliamento, ha il punto K a 120 m; il primato di distanza appartiene al finlandese Lauri Asikainen (102 m nel 2007), sebbene sia maggiore il primato estivo ottenuto sulla copertura plastica dell'impianto - presente fin dall'apertura nel 1961, primo trampolino in Svezia a esserne dotato - dal finlandese Anssi Koivuranta nel 2010: 104,5 m. Il complesso è attrezzato anche con salti minori K66, K55, K35, K20 e K10.